# Sant Martí de la Riba (Elna)
Sant Martí de la Riba fou l'església del poble desaparegut rossellonès del mateix nom, en alguns documents també anomenat Terrats del terme comunal d'Elna, a la Catalunya Nord.
Està documentada l'any 981 (Sanctus Martinus), el 1029 (S. Martino sive in villa Terrad), i el 1101 (ecclesia S. Martini de Ripa). Les seves terres corresponien aproximadament a les de l'actual Mas de Lazerme. Depenia del capítol de canonges de la catedral d'Elna.